# Obsidi
Obsidi (en llatí Obsidius) va ser el comandant de les tropes de cavalleria dels frentans, que van servir sota el cònsol Publi Valeri Leví en la campanya contra Pirros de l'Epir l'any 280 aC. Es va destacar a la batalla d'Heraclea, que es va lliurar a la riba del riu Siris on va provar de matar el rei epirota; va morir a mans dels servidors del rei.
Se l'esmenta amb almenys tres noms diferents: Plutarc li dona el nom d'Oplacos (Οπλακος) i Dionís d'Halicarnàs l'anomena Ὄβλακος Οὐλσίνιος (Oblacos Vulsinios). Luci Anneu Flor l'anomena Obsidius.